# Pélican (1693)
Pour l’article homonyme, voir Pelican.
Le Pélican est un navire de guerre français de 3e rang de la fin du XVIIe siècle. Construit à Bayonne, par le charpentier Félix Arnaud, le Pélican est lancé en 1693. Le navire de 500 tonnes est équipé de 50 (puis 44) canons et sert pendant la guerre de la Ligue d'Augsbourg. Le Pélican a une vie courte mais glorieuse : il est perdu en 1697 dans la baie d'Hudson après un combat héroïque sous les ordres de Pierre Le Moyne d'Iberville contre trois vaisseaux anglais et une tempête.

## Historique

### La place duPélicandans la flotte de Louis XIV
Le Pélican est un vaisseau de la deuxième flotte de Louis XIV, c'est-à-dire celle qui a été profondément renouvelée pour tirer les leçons de la guerre de Hollande (1672-1678). Dans le détail, il fait partie du « boom » de construction des années 1689-1693 qui voit sortir des arsenaux français quatre-vingt-six vaisseaux et frégates, soit une moyenne de dix-sept lancements par an. Son armement se répartit de la façon suivante :
- le premier pont, percé à 11 sabords porte vingt-deux pièces de 12 livres ;
- le second, percé à 10 sabords porte vingt pièces de 8 livres ;
- les gaillards portent huit canons de 4 livres.

Ses 50 canons le classe dans la catégorie des vaisseaux de 3ème rang. En 1693, le Pélican fait partie des quatre-vingt-dix-huit ou quatre-vingt-dix-neuf vaisseaux que Louis XIV peut engager en guerre (cent-trente-neuf avec les frégates). Un rapport de 1696 dit qu’il peut filer à la vitesse élevée de 6 nœuds mais le qualifie aussi de « médiocre voilier », peut-être à cause d’un manque de stabilité. Il fait partie des quelques vaisseaux de guerre français construits à Bayonne, qui est un port et un chantier civil. Après son lancement, il est affecté au port militaire de Rochefort.

### La carrière du vaisseau dans la guerre de la Ligue d'Augsbourg

#### Le service duPélicandans les eaux européennes (1693-1695)

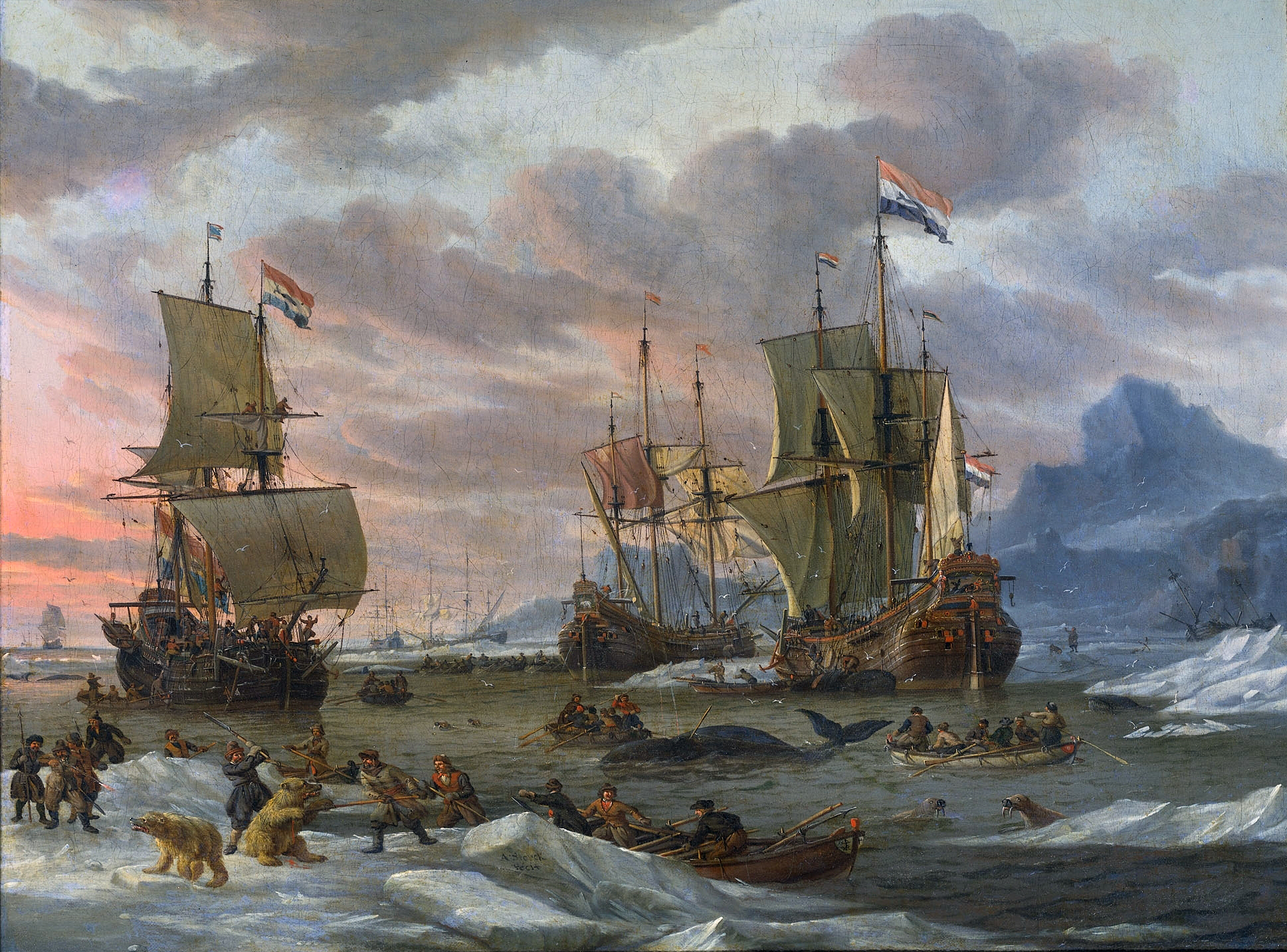
Chasse à la baleine dans les mers septentrionales. Pour sa première mission, en 1693, le Pélican est chargé de s'en prendre aux baleiniers hollandais dans le Spitzberg.

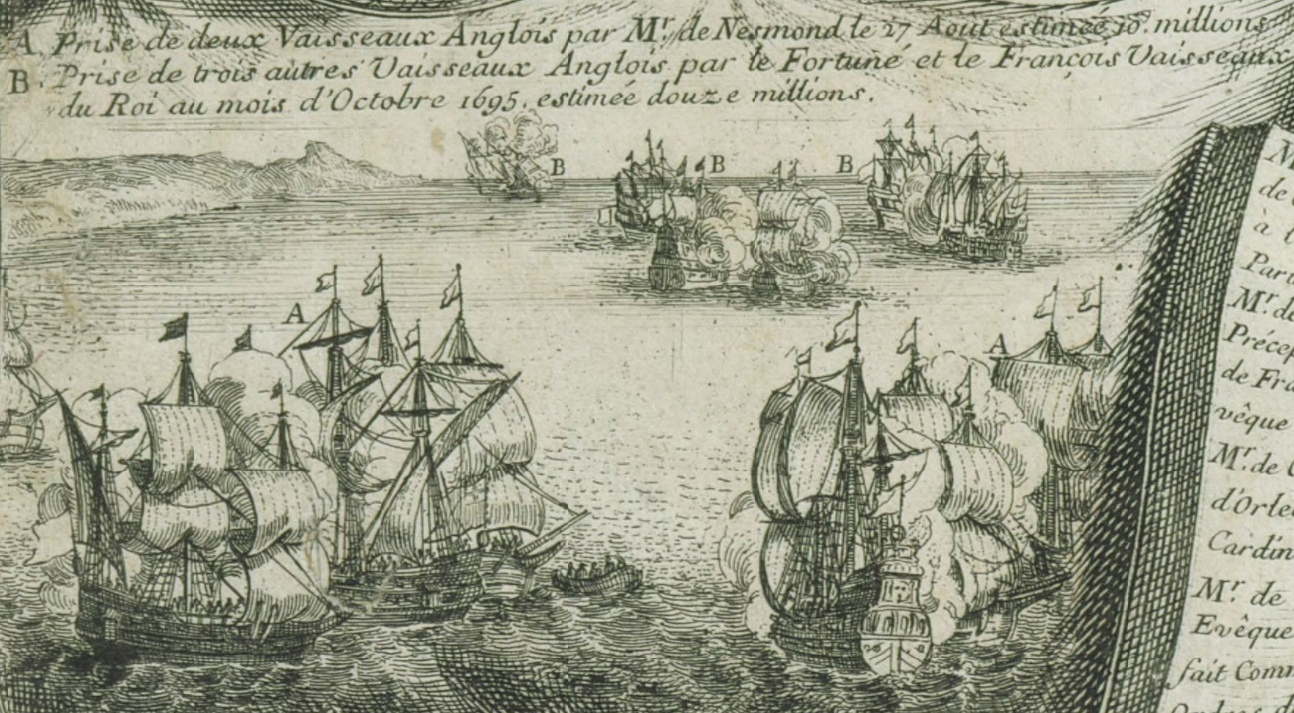
La capture de plusieurs navires anglais dans la Manche en 1695 à laquelle participe le Pélican.

Le Pélican entre en service en mai 1693, alors que la guerre avec l’Angleterre et la Hollande fait rage depuis déjà depuis plus de trois ans. Il est confié à un jeune officier : Antoine d'Arcy de la Varenne, qui reçoit pour mission d’aller attaquer les flottes baleinières hollandaises au Spitzberg. Cette mission entre dans le cadre de la stratégie de guerre au commerce vers laquelle s’oriente Versailles avec l’abandon progressif de la guerre d’escadre (trop coûteuse et mobilisant trop de marins). Avec ses 50 canons, le Pélican est bien adapté à la guerre au commerce. Il est accompagné des deux petits vaisseaux de 5ème rang proche de la frégate : l’Aigle et le Favori, de 300 tonneaux et 36 canons. Les équipages sont pour l’essentiel composés de marins basques qui connaissent bien le Spitzberg où ils pratiquent comme les Hollandais la chasse à la baleine depuis des décennies. S'ajoute aux trois navires de guerre un gros corsaire malouin de 500 tonneaux et 44 canons, le Prudent. À son premier appareillage le Pélican s’échoue sans gravité puis rejoint les trois autres navires de l’expédition à Saint-Jean-de-Luz.
Le 30 juin, la division quitte les côtes de France. Retardée par des vents contraires, elle atteint le Spitzberg le 28 juillet. Les premiers baleiniers hollandais croisés réussissent à s’enfuir en empruntant des chenaux trop peu profonds pour que le Pélican puisse s’y aventurer, mais l’Aigle et le Favori, plus petits, se lancent à leur poursuite à travers les glaces alors que le Prudent est perdu de vue. Le Pélican ne participe donc pas au combat de la baie aux Ours, le 6 août, qui voit les deux navires français mettre en déroute les quarante-cinq baleiniers hollandais armés qui s’y étaient mis à l’abri (1 500 hommes, 300 canons) et à capturer nombre d’entre eux. Le 12 août, le Pélican est rejoint dans la baie du Sud par l’Aigle et le Favori accompagnés de leurs prises. Les deux navires partent ensuite pour Saint-Jean-de-Luz avec leurs captures, mais le Pélican, qui a été rejoint par le Prudent, poursuit sa campagne en allant croiser au large des côtes anglaises.
En chemin, le Pélican est rejoint par deux frégates malouines, le Phelypeaux de 44 canons et le Grénédan de 33 canons. Le 30 septembre, au large du cap Clear, les trois navires tombent sur un convoi anglais de douze voiles arrivant des Antilles avec deux escorteurs : le HMS Diamond de 48-50 canons et un brûlot, le Cygnet de 8 canons. Les Français attaquent aussitôt, forçant les Anglais à la reddition et enlevant tout le convoi qui est mené sur Saint-Malo. De grande valeur, il est chargé de poudre d’or, de piastres, se sucre, de cacao et autres produits coloniaux pour le commerce britannique. L’affaire provoque la fureur des autorités anglaises qui font passer en cour martiale les deux commandants des bâtiments de guerre capturés pour les faire condamner à de lourdes peines de forteresse et à être honteusement chassés de la Royal Navy.
La Varenne quitte le commandement du Pélican à la fin de 1693 pour rejoindre une autre affectation. On retrouve le vaisseau en 1695 sous les ordres du chevalier Des Augiers dans la division du lieutenant général André de Nesmond qui croise à l’entrée de la Manche, toujours pour faire la guerre au commerce. Elle compte cinq bâtiments. Le 26 avril, près des Sorlingues, elle intercepte trois navires de guerre anglais. Deux réussissent à s’enfuir, mais le plus gros, le Hope de 70 canons est capturé. Le 17 août, ce sont deux gros bâtiments de la Compagnie des Indes, chargés de porcelaine de laque et de diamants qui sont capturés.

#### Le service duPélicandans les eaux canadiennes (1696-1697)

##### Terre-Neuve

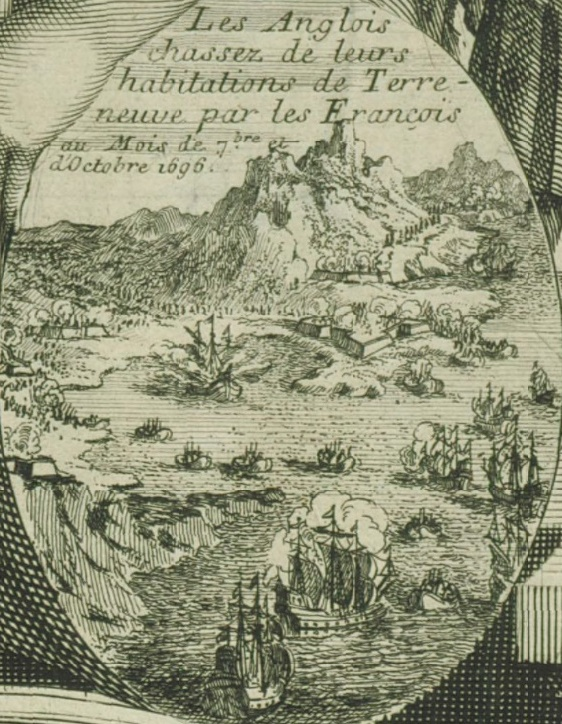
L’offensive contre les postes anglais de Terre-Neuve à laquelle participe le Pélican en 1696.

En 1696, le Pélican change de théâtre d’opération et passe en Amérique du Nord. Dans les eaux de Terre-Neuve et de la baie d’Hudson, les Français et les Anglais se livrent à des combats acharnés pour le contrôle de la pêche à la morue et du commerce des fourrures, activités très lucratives. Louis XIV envoie des petites escadres composées de vaisseaux de ligne et de corsaires pour y guerroyer. Le Pélican les rejoint au printemps de cette année, embarquant celui qui est déjà considéré comme le meilleur défenseur du Canada français : Pierre Le Moyne d'Iberville.
Le Pélican accoste à Plaisance (au sud de Terre-Neuve), où se regroupent les bâtiments français. D’Iberville parti en opération en Acadie sur un autre navire, le gouverneur de Plaisance, Monbeton de Brouillan appareille le 9 septembre 1696 sur le Pélican accompagné de huit navires malouins pour attaquer Saint-Jean, le principal établissement anglais à Terre-Neuve. Contrariée par des vents contraires et des querelles internes, l’expédition est un échec, malgré la destruction de quelques postes anglais et la capture d’une trentaine de navires marchands. Monbeton de Brouillan revient à Plaisance le 17 octobre, où il retrouve d’Iberville entre-temps rentré des côtes américaines. Le Pélican hiverne à Plaisance.

##### Baie d'Hudson

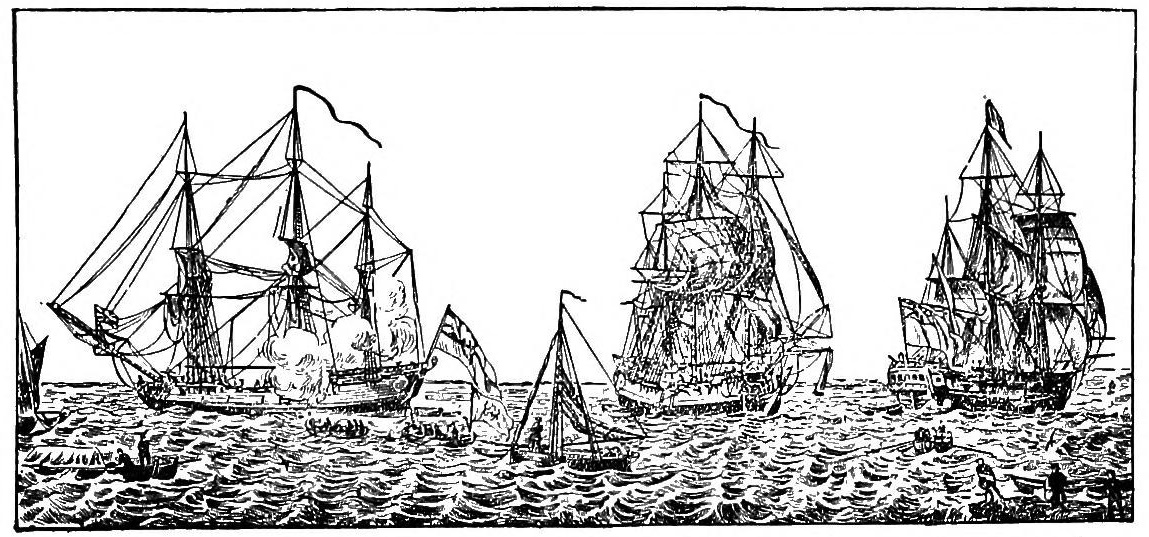
Le Hampshire, le Dehring et l’Hudson Bay, que le Pélican défait seul devant Fort Nelson.

Le 18 mai 1697, le frère de d’Iberville, Le Moyne de Sérigny arrive de France avec un renfort de cinq petits navires et les ordres du roi qui sont d’aller reprendre les forts de la baie d’Hudson que les Anglais ont enlevé à l’automne précédent. Le 8 ou le 9 juillet 1697, le Pélican appareille sous les ordres de d’Iberville accompagné de quatre autres bâtiments. C’est le plus puissant navire de l’expédition, même s’il n’embarque que 44 canons au lieu des 50 réglementaires. Il est suivi par le Palmier, le Profond, le Wesph et le Violent.
Le 3 août, l’escadre franchit le détroit qui donne accès à la baie d’Hudson, mais se retrouve face aux glaces du grand Nord. Elle y reste bloquée pendant trois semaines et les navires se perdent de vue. L'équipage du Pélican chasse le pingouin sur la banquise et des contacts amicaux sont noués avec les Esquimaux. Le bâtiment se dégage le premier et se retrouve le 4 septembre en vue de fort Nelson. D’Iberville jette l’ancre à quelques lieues pour attendre les autres navires, mais au matin du 5 septembre, ce sont trois vaisseaux anglais qui se présentent à l’horizon : les HMS Hampshire (en) de 56 canons, Dehring, de 36 canons et Hudson Bay de 32 canons, soit un total de 124 pièces face aux 44 de d’Iberville. Autre handicap pour le chef français : il n’a que cent-cinquante hommes valides. Les quatre-vingt-dix autres sont minés par le scorbut, incapables de combattre.
D’Iberville fait pourtant donner le branle-bas de combat et harangue ses hommes qui répondent par un bravo formidable. La bataille s’engage vers 9h30. Toutes voiles dehors, le Pélican se porte contre le Hampshire qui marche en tête. L’Anglais, qui croit à une tentative d’abordage, fait tomber sa grande voile et oriente son petit hunier pour s’éloigner. Le Pélican engage alors le Dehring qu’il laisse désemparé de sa grande voile après lui avoir lâché une bordée. Il tire ensuite sur le Hudson Bay qui vient juste après. Le Hampshire cependant, vire de bord et se porte contre le Pélican qui combat maintenant à portée de pistolet. Les trois vaisseaux anglais accablent le Pélican (de bordées de mitraille essentiellement), lui causant de nombreux blessés et hachant une partie ses manœuvres. Le Pélican cependant tient bon plus de trois heures durant. Sachant qu’avec l’usure du combat, le temps joue contre lui, d’Iberville tente le tout pour le tout en se portant contre le Hampshire qui reste sous son vent. Le Pélican passe sur l’arrière de l’Anglais et l’élonge vergue à vergue. Le Hampshire délivre sa bordée de mitraille pour balayer le pont du Français, mais d’Iberville a donné ordre de pointer à couler bas. Le tir des 22 canons de 12 et de 8 livres des deux batteries du Pélican déchire les flancs du Hampshire sous sa ligne de flottaison. Le vaisseau coule en quelques instants sous voile en emportant avec lui tout son équipage.
Poursuivant sur sa lancée, d’Iberville fait virer de bord et se porte sur l’Hudson Bay pour le prendre à l’abordage. Sidéré, l’Anglais se rend au moment où les Français vont lancer les grappins. Le Dehring lache une dernière bordée puis s’enfuit. Le Pélican, dont les agrès sont très endommagés ne peut espérer le rattraper, d’autant qu’il souffre aussi d’une forte voie d’eau sur la ligne de flottaison. D’Iberville jette l’ancre avec sa prise près du lieu où le Hampshire a sombré, mais dans la nuit du 6 au 7 septembre, une violente tempête se lève et drosse à la côte les deux bâtiments qui s’échouent et sombrent à l’entrée de la rivière Sainte-Thérèse. Les équipages réussissent à gagner la terre malgré la noyade de dix-huit hommes du Pélican. Le 10 septembre, les survivants ont le soulagement de voir arriver le Palmier, le Profond et le Wesph, enfin délivrés des glaces. La petite expédition reprend sa mission et marche sur le Fort-Nelson. Sans espoir de secours avec la défaite des trois vaisseaux qui apportaient ravitaillement et renfort, la place se rend le 13 septembre après quelques coups de canons et reprend son nom français de fort Bourbon qu’elle va conserver jusqu’en 1713.
La victoire de la baie d’Hudson, due au brio de d’Iberville et au courage de ses hommes permettent à la France de rester maître de la baie d’Hudson alors que s’achève la guerre de la Ligue d’Augsbourg. Elle fait entrer le Pélican dans l’Histoire car ce combat est aussi la plus grande bataille navale de l'histoire de la Nouvelle-France. L’équipage survivant du Pélican est embarqué avec les prisonniers anglais sur le transporteur le Profond. D’Iberville en prend le commandement et appareille pour la France le 24 septembre en compagnie du Wesph.

##### Galerie: la campagne duPélicandans la baie d'Hudson
Ces illustrations sont parues en 1722 dans le tome 1 de l’ouvrage de Claude-Charles Le Roy de la Potherie, Histoire de l’Amérique septentrionale. Cet administrateur participa sur le Pélican à la campagne de 1697 au côté de d’Iberville et en a laissé un récit très détaillé.

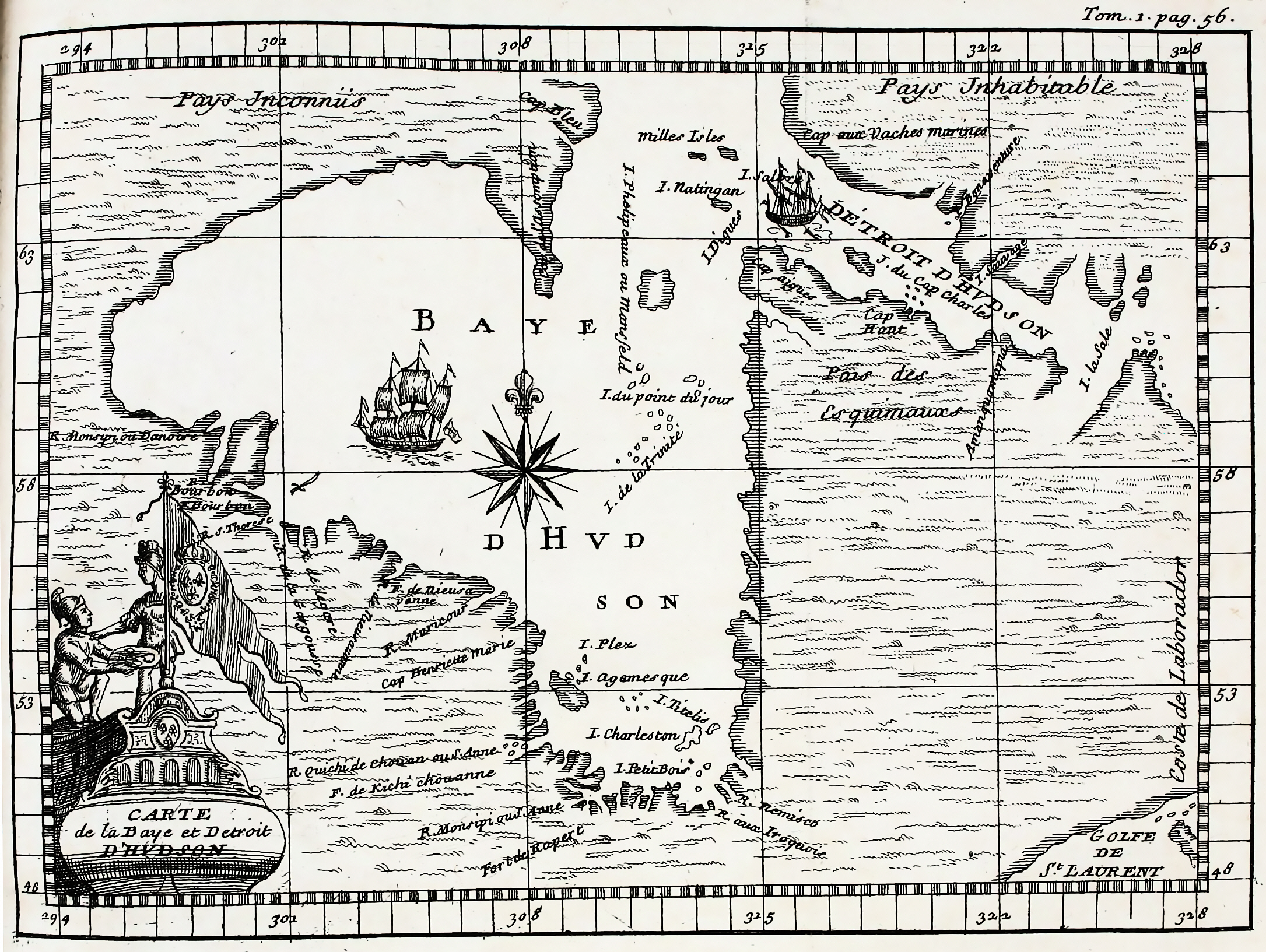
Carte parue en 1722 pour suivre la campagne du Pélican dans la baie d'Hudson en 1697.
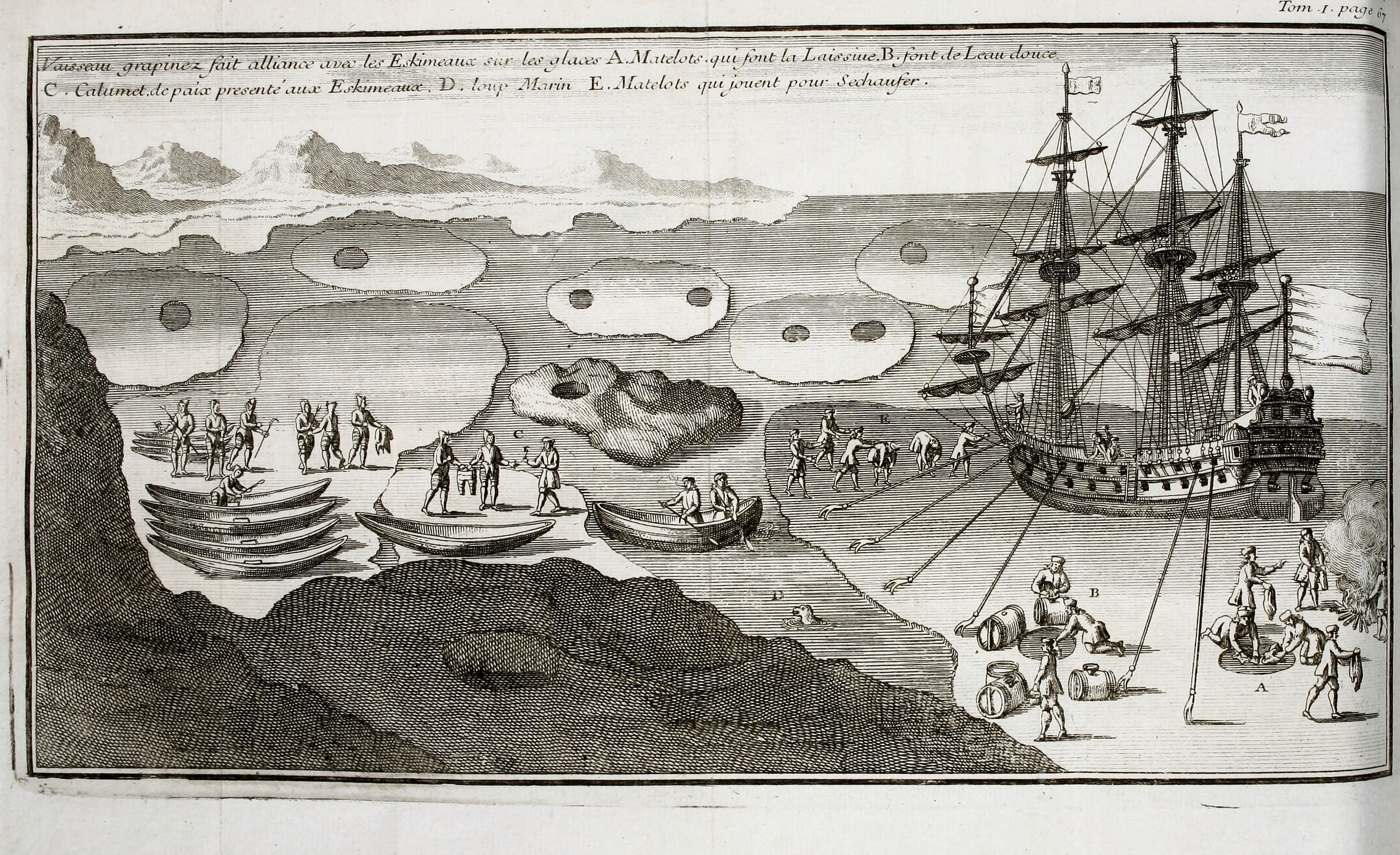
L’équipage du Pélican rencontrant les Inuits sur les glaces du détroit d'Hudson.
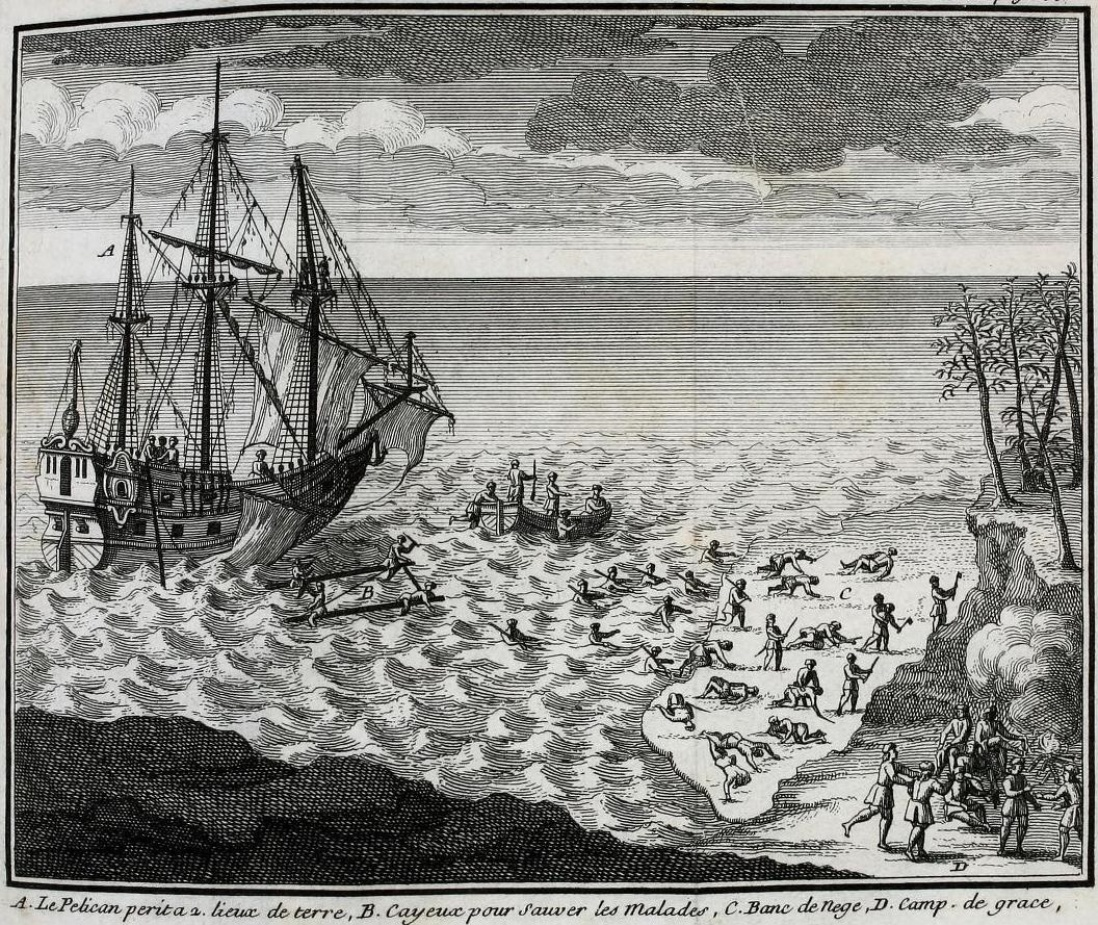
Le Pélican s'échouant et sombrant après son combat naval contre trois vaisseaux anglais[25].
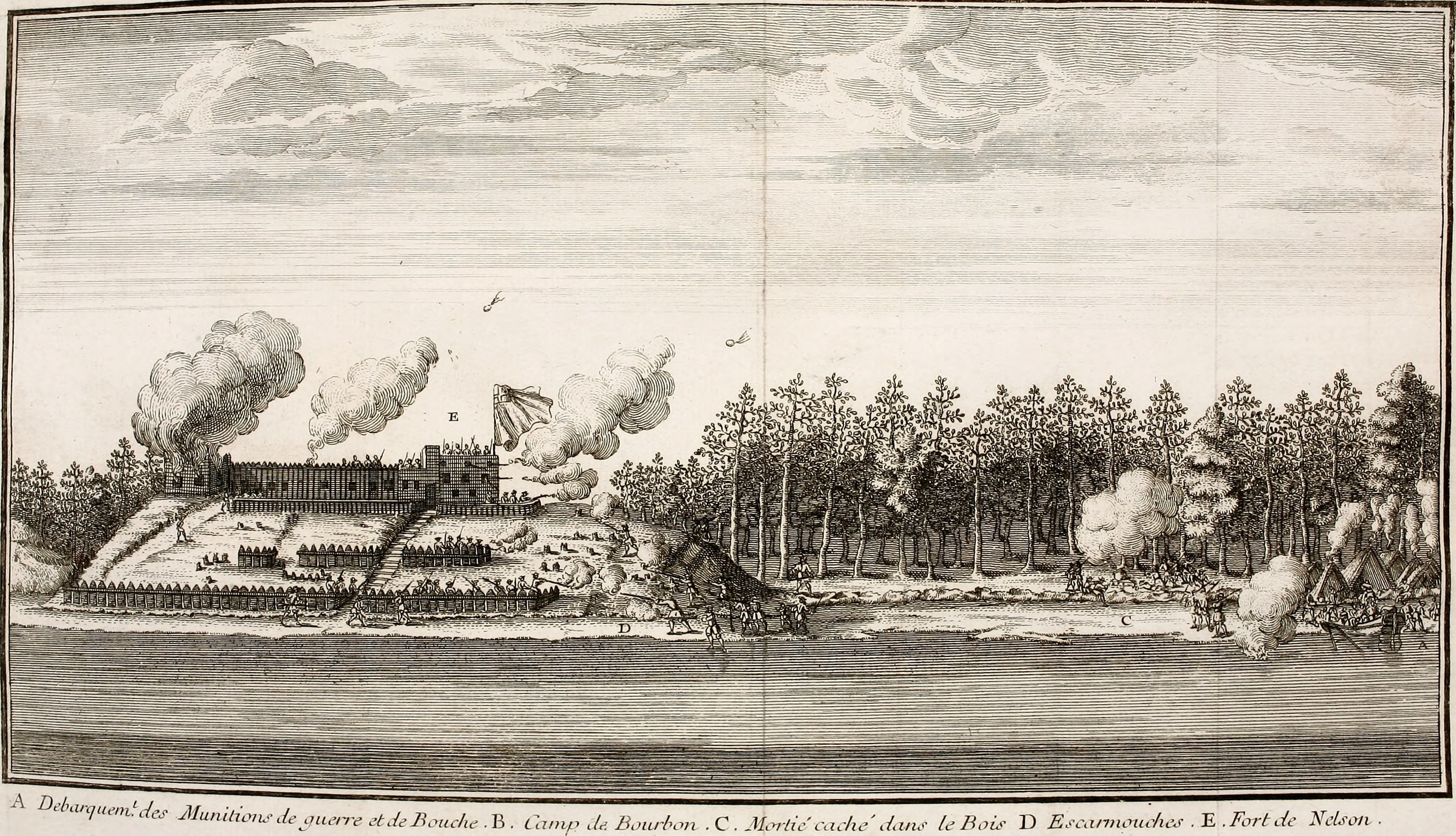
Le siège et la prise de fort Nelson. Malgré la perte du navire, d'Iberville parvient à mener sa mission à bien.

## La reconstitution duPélican

### Un projet difficilement mené à terme (1987-1995)
Une authentique réplique grandeur nature du Pélican a été construite à La Malbaie, au Québec. La construction a commencé en 1987, mais le projet a rencontré beaucoup de problèmes. Le navire a été achevé en 1992. En 1991, l’architecte François Cordeau a été retiré de la direction du projet. Le concept fut alors beaucoup modifié. Le bois a fait place à l’acier jusqu’à la ligne de flottaison. Ce sont les Chantiers AML qui ont refait le fond du navire. Toutes sortes d’autres modifications d’importance furent également apportées pour consolider la structure.
Pendant deux ans, le Pélican II fut dans le Vieux-Port de Montréal comme Musée, pour finalement être vendu à une entreprise de la Louisiane en 1995. L’achat du Pélican par une entreprise de la Louisiane marque plus que le départ, vers l’étranger, d’un symbole de la Nouvelle-France. Il scelle aussi la fin, en terre québécoise, d’une véritable épopée: après sept ans de construction dans laquelle 11,5 millions $ ont été engloutis, le fameux bateau n’a jamais pu naviguer.

### Le vente du navire et sa perte (1995-2004)
Le Pélican II est placé dans le port de La Nouvelle-Orléans jusqu'en 2002. Il est donné à la fondation Fort Butler. La ville de Donaldsonville l'acquiert auprès de la fondation après avoir payé 50 000 $ en taxe portuaire. Il voulait restaurer le navire pour en faire une attraction touristique. Le Pélican coule une première fois dans le Mississippi en novembre 2002. En 2004, il est remis à flot et est déplacé à proximité du centre-ville de Donaldsonville. Il est heurté par un remorqueur au mois de mars 2004 et coule. La ville décide de ne pas payer les sommes nécessaires pour le renflouer. En janvier 2008, le Pélican II est à nouveau heurté par le remorqueur Senator Stennis, qui déverse 30 gallons de son huile diesel dans la rivière Mississippi. Le carburant venant des fuites du remorqueur force la fermeture du fleuve à cet endroit. La ville décide de le laisser au fond de l'eau.

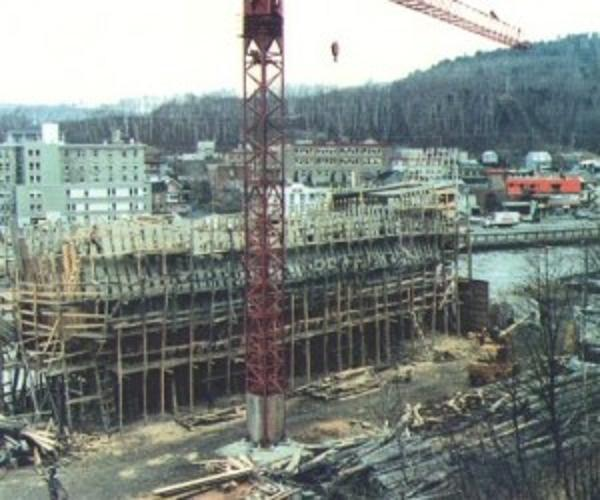
La construction du Pélican en 1990.
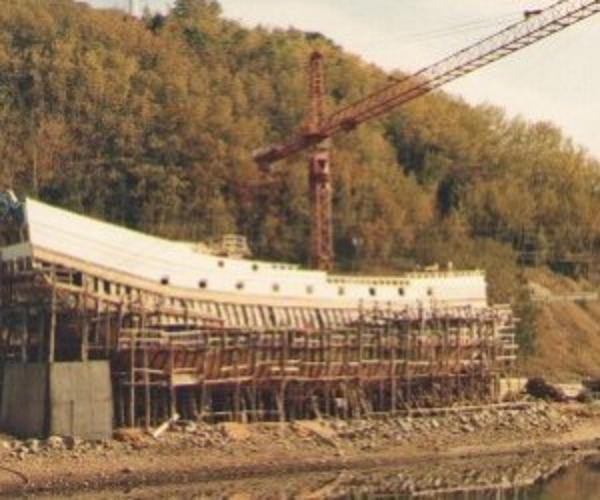
La construction du Pélican en 1991.
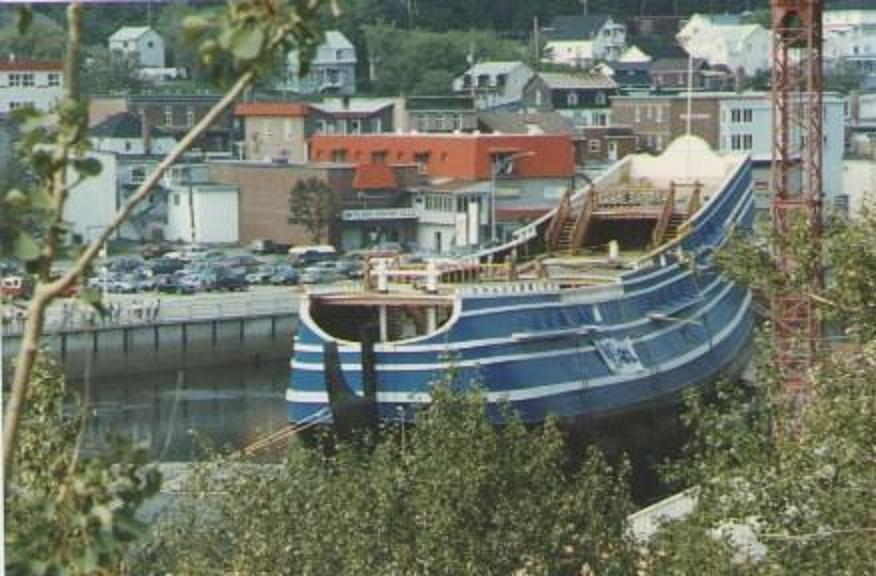
La construction du Pélican en 1992.
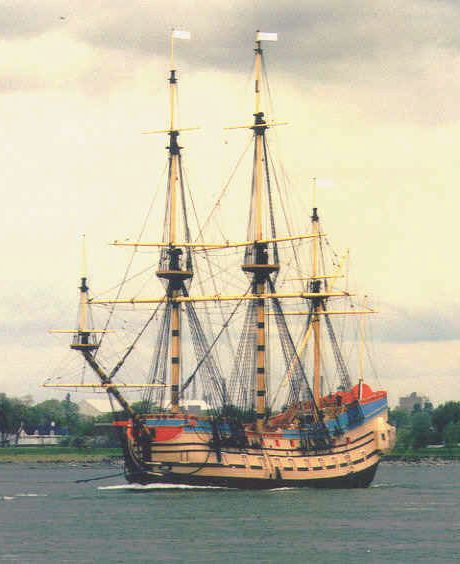
Le Pélican peu après son achèvement.

### Ouvrages anciens
- Claude-Charles Bacqueville de la Potherie, Histoire de l’Amérique septentrionale, tome 1, Paris, 1722, 370 p. (lire en ligne).
- (en) Willson Beckles, The Great Company : Being a History of the Honourable Company of Merchants-Adventurers Trading into Hudson's Bay, New York, Dodd, Mead & Compagny, 1900, 541 p. (lire en ligne)
- Pierre-François-Xavier De Charlevoix, Histoire et description générale de la Nouvelle-France, t. 2, Paris, 1744, 582 p. (lire en ligne)
- Joseph Marmette, Les Machabées de la Nouvelle-France : histoire d’une famille canadienne, 1641-1748, Québec, Léger Brousseau, 1878, 180 p. (lire en ligne).
- Onésime Troude, Batailles navales de la France, t. 1, Paris, Challamel aîné, 1867-1868, 453 p. (lire en ligne)

### Ouvrages récents
- Martine Acerra et André Zysberg, L'essor des marines de guerre européennes : vers 1680-1790, Paris, SEDES, coll. « Regards sur l'histoire » (no 119), 1997, 298 p. [détail de l’édition] (ISBN 2-7181-9515-0, BNF 36697883)
- Lucien Bély (dir.), Dictionnaire Louis XIV, Paris, éditions Robert Laffont, coll. « Bouquins », 2015, 1405 p. (ISBN 978-2-221-12482-6)
- Alain Boulaire, La Marine française : De la Royale de Richelieu aux missions d'aujourd'hui, Quimper, éditions Palantines, 2011, 383 p. (ISBN 978-2-35678-056-0)
- Jean-Claude Castex, Dictionnaire des batailles navales franco-anglaises, Laval, (Canada), éditions Presses Université de Laval, 2004.
- Alain Demerliac, La Marine de Louis XIV : nomenclature des vaisseaux du Roi-soleil de 1661 à 1715, Nice, Omega, 1992, 292 p. (ISBN 2-906381-15-2).
- Philippe Henrat, « Une victoire française au Spitzberg : le combat de la baie aux Ours (6 août 1693) », Cols Bleus, no 1623,‎ juillet 1980, p. 4-10 (lire en ligne).
- Charles La Roncière, Une épopée canadienne, Paris, La Renaissance du livre, coll. « La Grande Légende de la mer », 1930, 255 p.
- Charles La Roncière, Histoire de la Marine française : Le crépuscule du Grand règne, l’apogée de la Guerre de Course, t. 6, Paris, Plon, 1932, 674 p. (lire en ligne).
- Guy Le Moing, Les 600 plus grandes batailles navales de l'Histoire, Rennes, Marines Éditions, 2011, 619 p. (ISBN 978-2-35743-077-8)
- John A. Lynn (trad. de l'anglais), Les Guerres de Louis XIV, Paris, éditions Perrin, coll. « Tempus », 2014, 561 p. (ISBN 978-2-262-04755-9).
- Jean Meyer et Martine Acerra, Histoire de la marine française : des origines à nos jours, Rennes, Ouest-France, 1994, 427 p. [détail de l’édition] (ISBN 2-7373-1129-2, BNF 35734655)
- Rémi Monaque, Une histoire de la marine de guerre française, Paris, éditions Perrin, 2016, 526 p. (ISBN 978-2-262-03715-4)
- Jean-Michel Roche (dir.), Dictionnaire des bâtiments de la flotte de guerre française de Colbert à nos jours, t. 1, de 1671 à 1870, éditions LTP, 2005, 530 p. (lire en ligne)
- Nicolas Siméon, Louis XIV et la mer, Paris, Édition Conti, 2007, 121 p. (ISBN 978-2-286-03157-2)
- Étienne Taillemite, Dictionnaire des marins français (nouvelle édition revue et augmentée), Paris, éditions Tallandier, 2002, 573 p. (ISBN 2-84734-008-4).
- Michel Vergé-Franceschi (dir.), Dictionnaire d'Histoire maritime, Paris, éditions Robert Laffont, coll. « Bouquins », 2002, 1508 p. (ISBN 2-221-08751-8 et 2-221-09744-0).
- Patrick Villiers, La France sur mer : De Louis XIII à Napoléon Ier, Paris, Fayard, coll. « Pluriel », 2015, 286 p. (ISBN 978-2-8185-0437-6)